# Bělohrad (Nečín)

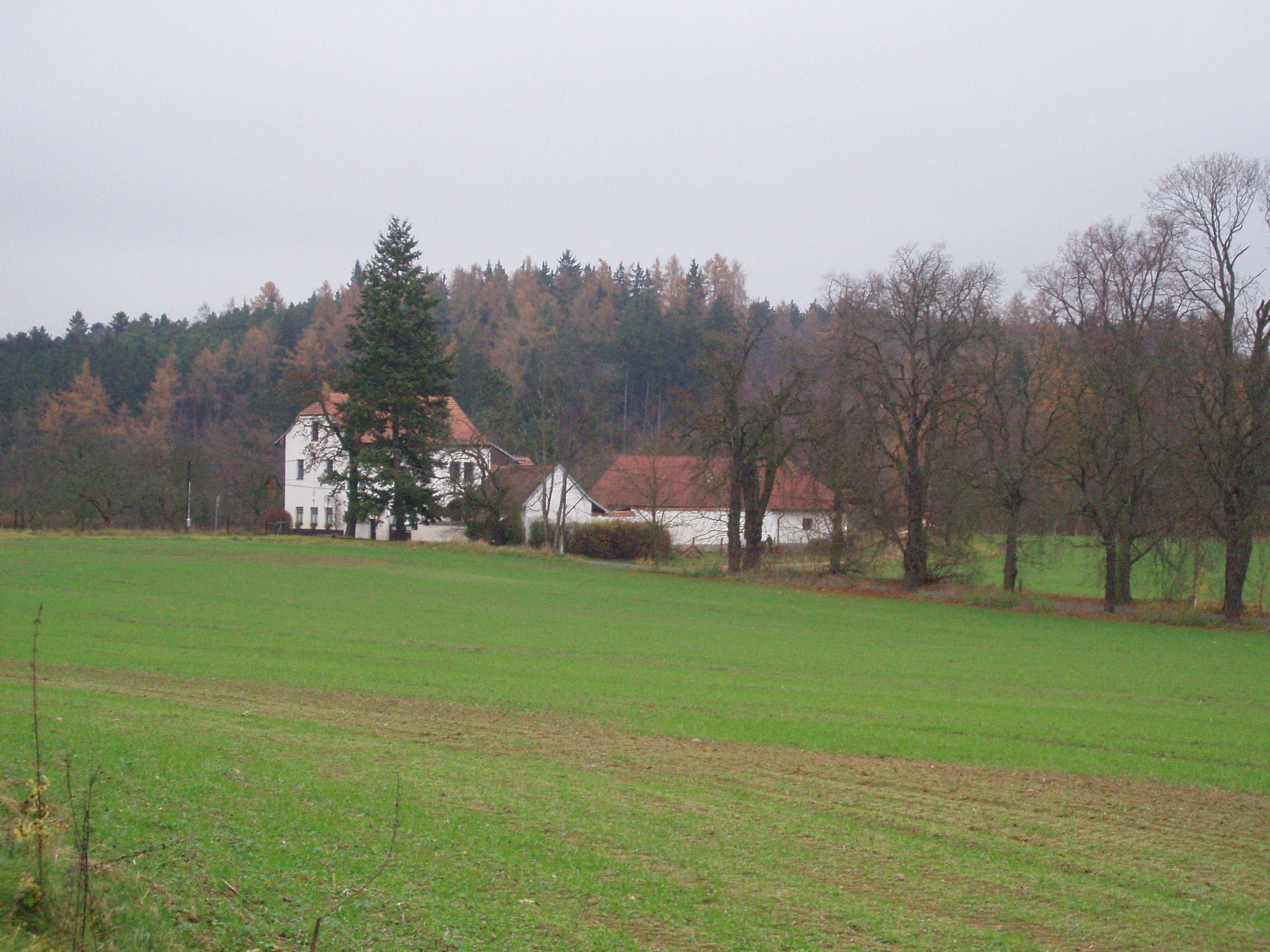
Ortsansicht

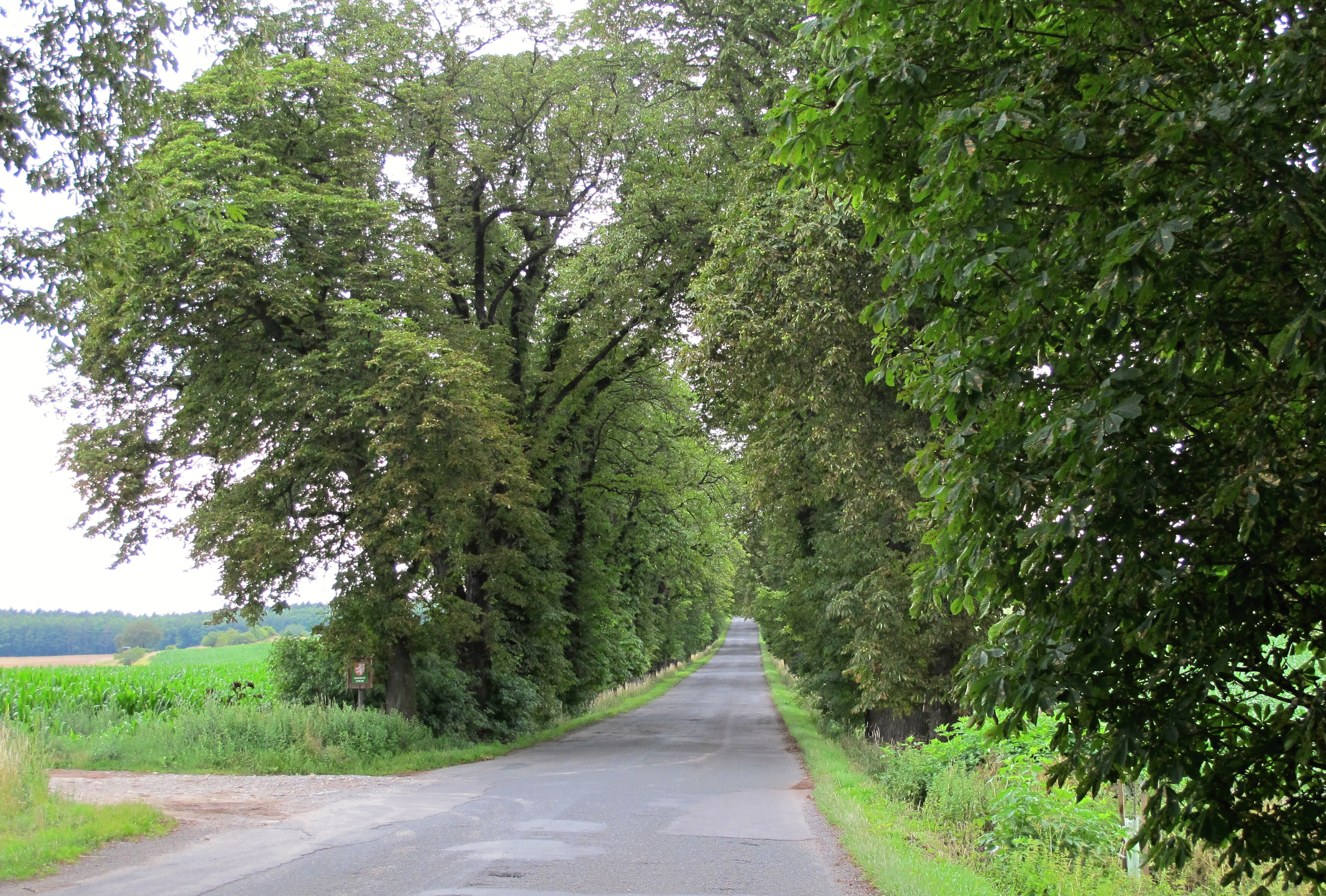
Kastanienallee zwischen Nečín und Bělohrad

Bělohrad (deutsch Kurzbach) ist ein Ortsteil der Gemeinde Nečín in Tschechien. Er liegt neun Kilometer südlich von Dobříš und gehört zum Okres Příbram.

## Geographie
Bělohrad befindet sich in der Dobříšská pahorkatina (Dobrischer Hügelland). Am östlichen Ortsrand entspringt der Bach Bělohradský potok. Nördlich erheben sich der Strážný vrch (Warta, 494 m.n.m.) und der Bělohrad (490 m.n.m.) sowie südöstlich der Hrozný vršek (458 m.n.m.).
Nachbarorte sind Libice im Norden, Drhovy, Drhovce, Radčany, Nechalov und Slovanská Lhota im Nordosten, Vaječník und Žebrák im Osten, Nečín und Jablonce im Südosten, Strupina, Obory, Luhy und Pánkovka im Süden, Jelence, Buda und Holanka im Südwesten, Višňová und Chaloupky im Westen sowie Hora, Ouběnice und Skalice im Nordwesten.

## Geschichte
Durch die bewaldete Gegend führte der Seltschaner Steig, ein vom Goldenen Steig abzweigender alter Handelsweg, der von der Warta (Strážný vrch) bei Skalice bewacht wurde. Auch auf dem südlich der Warta gelegenen Hügel Bělohrad soll sich eine Burg befunden haben.
Kurzbach war ursprünglich ein Herrensitz, der wahrscheinlich aus einer kleinen Burganlage auf dem Bělohrad sowie einem Hof mit Ansiedlung an dessen Fuße bestand. Über die Burg und deren Untergang ist nichts bekannt. Nach mündlicher Überlieferung wurden am Standort der später Bílý hrad genannten wüsten Burg alte Bausteine, Hufeisen, Sporen und eine römische Münze gefunden. Besitzer des Hofes Kurzbach waren bis ins 17. Jahrhundert die Freiherren Kurzbach von Trachenberg. Nachdem der letzte Besitzer aus diesem Familienzweig während des Dreißigjährigen Krieges umgekommen war, verkauften dessen Erben das Gut Bělohrad genannt Kurzbachský an die Herrschaft Dobřisch, die 1630 durch die Böhmische Kammer an Bruno von Mansfeld verkauft wurde. Nachfolgender Besitzer war ab 1644 Franz Maximilian von Mansfeld. Bis 1714 gehörte das Dorf zum Podbrder Kreis, danach wurde es Teil des Berauner Kreises.
Nachdem 1780 mit dem Tode von Joseph Wenzel von Mansfeld das Geschlecht im Mannesstamme erloschen war, erbte dessen Schwester Maria Isabella die Herrschaft Dobřisch. Es erfolgte die Namens- und Wappenvereinigung mit der Familie ihres Ehemannes Franz de Paula Gundaker von Colloredo-Waldsee-Mels zum Geschlecht Colloredo-Mannsfeld. Nach Maria Isabellas Tod im Jahre 1794 erbte ihr Sohn Rudolph Joseph II. die Güter. Nach dem Tode des kinderlosen Rudolf Joseph II. von Colloredo-Mannsfeld fiel die Herrschaft 1844 dessen Neffen Franz de Paula Gundaccar II. von Colloredo-Mannsfeld zu.
Im Jahre 1846 bestand die Streusiedlung Kurzbach aus vier Häusern mit 21 Einwohnern. Im Ort gab es einen obrigkeitlichen Meierhof und ein obrigkeitliches Jägerhaus. Abseits lag das einschichtige Jägerhaus Strupina. Pfarrort war Wischnowa. Bis zur Mitte des 19. Jahrhunderts blieb Kurzbach der Herrschaft Dobřisch untertänig.
Nach der Aufhebung der Patrimonialherrschaften bildete Kurzbach ab 1850 einen Ortsteil der Gemeinde Nečín im Gerichtsbezirk Dobříš. Ab 1868 gehörte Kurzbach zum Bezirk Příbram. Zum Ende des 19. Jahrhunderts wurde Kurzbach geteilt; die Ansiedlung Kurzbach wurde als Kurzbach 1. díl / Kurzbach 1. Anteil nach Dušníky ausgemeindet, während die Einschicht Strupina unter dem neuen Namen Kurzbach 2. díl / Kurzbach 2. Anteil bei Nečín verblieb. Vor 1920 wurde Kurzbach 1. díl zum Ortsteil der neugebildeten Gemeinde Skalice. Nach dem Ende des Zweiten Weltkrieges wurde Kurzbach 1. díl noch im Jahre 1945 in Bělohrad umbenannt. Auf einigen Landkarten wurde der Ort danach fälschlich mit Krátký Potok bezeichnet. 1976 wurde Bělohrad zusammen mit Skalice nach Nečín eingemeindet. Im Jahre 1991 hatte Bělohrad sechs Einwohner, beim Zensus von 2001 lebten in den vier Wohnhäusern zehn Personen. Bělohrad besteht heute aus sieben Adressen. Von den Einheimischen wird der Ort auch Kucbach genannt.

## Ortsgliederung
Der Ortsteil Bělohrad ist Teil des Katastralbezirkes Skalice u Dobříše.

## Sehenswürdigkeiten
- Kastanienallee zwischen Bělohrad und Nečín
- Wegekreuz